# 馬丘哈河
馬丘哈河（烏克蘭語：Мачуха），是烏克蘭的河流，位於該國西部文尼察州海辛區，屬於索布河的右支流，流經舒拉-米特利涅齊卡、卡爾比夫卡和姆林基，河道全長6.5公里。